# Partido Liberal (Reino Unido)
O Partido Liberal (em inglês: Liberal Party) foi um dos dois grandes partidos políticos britânicos desde sua criação na metade do século XIX até a década de 1920, e a terceira maior força política do país até 1988. O partido adotou o liberalismo social no final do século XIX, sendo responsável por elementos importantes do estado de bem-estar social. Seus líderes mais importantes foram os primeiros-ministros William Ewart Gladstone no final do século XIX, Herbert Henry Asquith e David Lloyd George durante a Primeira Guerra Mundial. Intelectuais proeminentes como o economista John Maynard Keynes e o reformista social William Beveridge também foram membros do partido. Os liberais saíram do poder em 1922, à exceção de quando integraram governos de coalizão. Em 1988 fundiu-se com o Partido Social Democrático para dar forma a um novo partido, o Partido Liberal Democrata.
O Partido Liberal cresceu a partir dos Whigs em 1859. William Gladstone liderou o partido (e o governo do Reino Unido) no final do século XIX. O partido se dividiu quanto à proposta de um governo autogerido pelos irlandeses na Irlanda, mas retornou ao poder em 1906 com uma vitória acachapante. Durante este período, os liberais promoveram as chamadas reformas liberais, que lançaram as bases para o estado do bem-estar social. Durante a Primeira Guerra Mundial, os liberais governaram a Grã-Bretanha através de um governo de coalizão com os conservadores, que acabou em 1922. A partir da década de 1920, o Partido Trabalhista substituiu os liberais como maior força de oposição ao Partido Conservador no Parlamento do Reino. O Partido Liberal entrou em declínio, elegendo apenas 6 membros do parlamento na década de 1950.
O partido voltou a ganhar força nas décadas de 1960 e 1970, mas foi apenas em 1981, quando os liberais forjaram com o então recém-fundado Partido Social Democrático (SDP) uma aliança Aliança SDP-Liberal (em inglês: SDP-Liberal Alliance), que o partido voltou a obter considerável êxito eleitoral. Na eleição geral de 1983, a aliança obteve 25,4% dos votos contra 27,6% dos votos dos trabalhistas, então oposição oficial ao governo da líder conservadora Margaret Thatcher. Apesar disso, o resultado se traduziu em apenas 23 assentos (de um total de 650) contra 209 dos trabalhistas. Em 1988, os liberais se fundiram formalmente ao SDP para darem origem ao Partido Liberal Democrata, embora uma pequena parcela dos liberais contrários à fusão tenha fundado um novo Partido Liberal em 1989.

## Principais lideranças históricas
Primeiros-ministros

Divisão do eleitorado britânico por partido: o percentual de votos recebidos pelos conservadores (azul), whigs/liberais/liberais democratas (alaranjado) e trabalhistas (vermelho) em todas as eleições gerais desde 1832.

- Henry Temple, 3.º Visconde Palmerston (1859-1865)
- John Russell, 1.º Conde Russell (1865-1866)
- William Ewart Gladstone (1868-1874, 1880-1885, 1886, 1892-1894)
- Archibald Primrose, 5.º Conde de Rosebery (1894-1895)
- Henry Campbell-Bannerman (1905-1908)
- Herbert Henry Asquith (1908-1916)
- David Lloyd George (1916-1922)[2][3]

Demais membros do Parlamento
- John Spencer, 5º Conde Spencer
- Herbert Louis Samuel
- Gladwyn Jebb
- Winston Churchill

## Resultados Eleitorais

### Eleições legislativas
| Data    | Líder                                     | Cl. | Votos     | %          | +/-  | Deputados | +/-     | Status            |
| ------- | ----------------------------------------- | --- | --------- | ---------- | ---- | --------- | ------- | ----------------- |
| 1859    | Henry Temple, 3.º Visconde Palmerston     | 1.º | 372 117   | 65,7 / 100 |      | 356 / 654 |         | Governo           |
| 1865    | Henry Temple, 3.º Visconde Palmerston     | 1.º | 508 821   | 59,5 / 100 | 6,2  | 369 / 658 | 13      | Governo           |
| 1868    | William Ewart Gladstone                   | 1.º | 1 428 776 | 61,5 / 100 | 2,0  | 387 / 658 | 18      | Governo           |
| 1874    | William Ewart Gladstone                   | 1.º | 1 281 159 | 52,0 / 100 | 9,5  | 242 / 652 | 145     | Oposição          |
| 1880    | Spencer Cavendish, 8º Duque de Devonshire | 1.º | 1 836 423 | 54,7 / 100 | 2,7  | 352 / 652 | 110     | Governo           |
| 1885    | William Ewart Gladstone                   | 1.º | 2 199 198 | 47,4 / 100 | 7,3  | 319 / 670 | 33      | Governo           |
| 1886    | William Ewart Gladstone                   | 2.º | 1 353 581 | 45,5 / 100 | 1,9  | 191 / 670 | 128     | Oposição          |
| 1892    | William Ewart Gladstone                   | 2.º | 2 088 019 | 45,4 / 100 | 0,1  | 272 / 670 | 81      | Oposição          |
| 1895    | Archibald Primrose, 5.º Conde de Rosebery | 2.º | 1 765 266 | 45,7 / 100 | 0,3  | 177 / 670 | 95      | Oposição          |
| 1900    | Henry Campbell-Bannerman                  | 2.º | 1 572 323 | 44,7 / 100 | 1,0  | 183 / 670 | 6       | Oposição          |
| 1906    | Henry Campbell-Bannerman                  | 1.º | 2 751 057 | 48,9 / 100 | 4,2  | 397 / 670 | 214     | Governo           |
| 01/1910 | Herbert Henry Asquith                     | 2.º | 2 866 157 | 43,1 / 100 | 5,8  | 274 / 670 | 123     | Governo           |
| 12/1910 | Herbert Henry Asquith                     | 2.º | 2 293 869 | 43,9 / 100 | 0,8  | 272 / 670 | 2       | Governo           |
| 1918    | Herbert Henry Asquith                     | 3.º | 1 388 784 | 13,0 / 100 | 30,9 | 37 / 707  | 235     | Oposição          |
| 1922    | Herbert Henry Asquith                     | 3.º | 2 601 486 | 18,9 / 100 | 5,9  | 62 / 615  | 25      | Oposição          |
| 1923    | Herbert Henry Asquith                     | 3.º | 4 129 922 | 29,7 / 100 | 10,8 | 158 / 615 | 96      | Apoio parlamentar |
| 1924    | Herbert Henry Asquith                     | 3.º | 2 818 717 | 17,8 / 100 | 11,9 | 40 / 615  | 118     | Oposição          |
| 1929    | David Lloyd George                        | 3.º | 5 104 638 | 23,6 / 100 | 5,8  | 59 / 615  | 19      | Apoio parlamentar |
| 1931    | Herbert Louis Samuel                      | 3.º | 1 403 102 | 6,5 / 100  | 17,1 | 33 / 615  | 26      | Governo           |
| 1935    | Herbert Louis Samuel                      | 3.º | 1 414 010 | 6,7 / 100  | 0,2  | 21 / 615  | 12      | Oposição          |
| 1945    | Archibald Sinclair                        | 3.º | 2 177 938 | 9,0 / 100  | 2,3  | 12 / 615  | 9       | Oposição          |
| 1950    | Clement Davies                            | 3.º | 2 621 487 | 9,1 / 100  | 0,1  | 9 / 625   | 3       | Oposição          |
| 1951    | Clement Davies                            | 4.º | 730 546   | 2,5 / 100  | 6,6  | 6 / 625   | 3       | Oposição          |
| 1955    | Clement Davies                            | 3.º | 722 402   | 2,7 / 100  | 0,2  | 6 / 630   | Estável | Oposição          |
| 1959    | Jo Grimond                                | 3.º | 1 640 760 | 5,9 / 100  | 3,2  | 6 / 630   | Estável | Oposição          |
| 1964    | Jo Grimond                                | 3.º | 3 099 283 | 11,2 / 100 | 5,3  | 9 / 630   | 3       | Oposição          |
| 1966    | Jo Grimond                                | 3.º | 2 327 533 | 8,5 / 100  | 2,7  | 12 / 630  | 3       | Oposição          |
| 1970    | Jeremy Thorpe                             | 3.º | 2 117 035 | 7,5 / 100  | 1,0  | 6 / 630   | 6       | Oposição          |
| 02/1974 | Jeremy Thorpe                             | 3.º | 6 059 519 | 19,3 / 100 | 11,8 | 14 / 635  | 8       | Oposição          |
| 10/1974 | Jeremy Thorpe                             | 3.º | 5 346 704 | 18,3 / 100 | 1,0  | 13 / 635  | 1       | Apoio parlamentar |
| 1979    | David Steel                               | 3.º | 4 313 804 | 13,8 / 100 | 4,5  | 11 / 635  | 2       | Oposição          |
| 1983    | David Steel                               | 3.º | 7 780 949 | 25,4 / 100 | 11,6 | 23 / 650  | 12      | Oposição          |
| 1987    | David Steel                               | 3.º | 7 341 633 | 22,6 / 100 | 2,8  | 22 / 650  | 1       | Oposição          |

### Eleições europeias
| Data | Cl. | Votos     | %          | +/- | Deputados | +/-     | Notas           |
| ---- | --- | --------- | ---------- | --- | --------- | ------- | --------------- |
| 1979 | 3.º | 1 690 638 | 12,6 / 100 |     | 0 / 81    |         |                 |
| 1984 | 3.º | 2 591 659 | 19,5 / 100 | 6,9 | 0 / 81    | Estável | Aliança com SDP |